# 贝尔德霍
贝尔德霍，是西班牙阿拉贡自治区萨拉戈萨省的一个市镇。 总面积19平方公里，总人口53人（2001年），人口密度3人/平方公里。